# Grzegorz Gauden

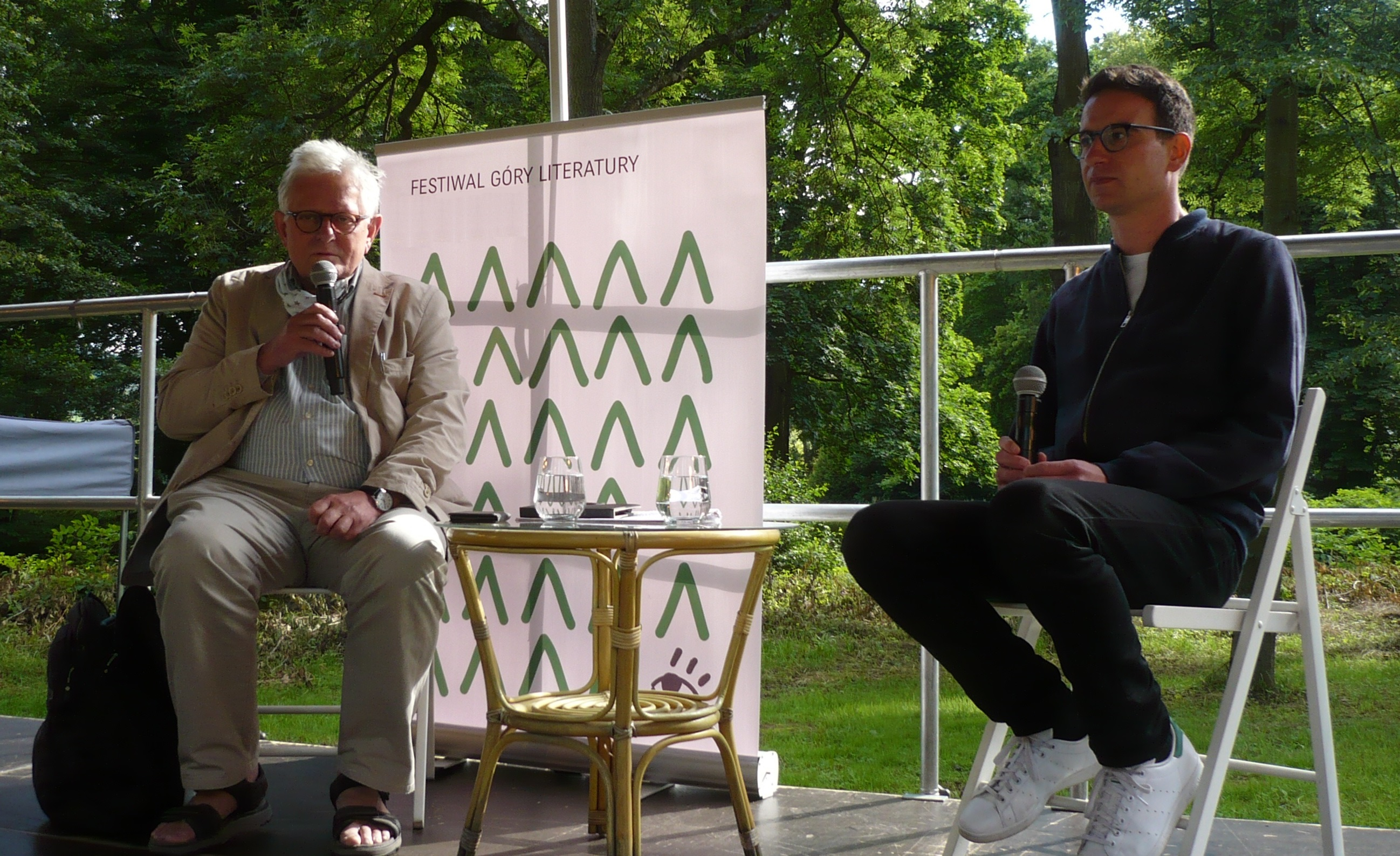
Grzegorz Gauden i Mikołaj Łoziński na VI Festiwalu Góry Literatury (2020)

Grzegorz Teodor Gauden (ur. 17 marca 1953 w Poznaniu) – polski dziennikarz prasowy i radiowy, działacz opozycji w okresie PRL, w latach 2004–2006 redaktor naczelny dziennika „Rzeczpospolita”, a latach 2008–2016 dyrektor Instytutu Książki.

## Życiorys
Syn Franciszka i Marii. W 1975 ukończył studia na Wydziale Prawa i Administracji Uniwersytetu im. Adama Mickiewicza w Poznaniu.
W latach 1975–1977 pełnił funkcję przewodniczącego komisji kultury zarządu wojewódzkiego Socjalistycznego Związku Studentów Polskich w Poznaniu. Od września 1980 działał w „Solidarności”, był redaktorem naczelnym dziennika „Wiadomości Dnia”, a także „Obserwatora Wielkopolskiego” (wydawanego przez zarząd Regionu Wielkopolska związku). Kierował również działem informacji w zarządzie regionu „S”. Po wprowadzeniu stanu wojennego internowano go na okres od 13 grudnia 1981 do lipca 1982. Przetrzymywany m.in. w Ostrowie Wielkopolskim, gdzie w marcu 1982 brał udział w głodówce protestacyjnej. Po zwolnieniu współpracował z prasą podziemną.
Od sierpnia 1984 do 1993 przebywał na emigracji w Szwecji. W latach 1985–1990 był przewodniczącym Szwedzkiego Komitetu Poparcia Solidarności w Lund. Współpracował z sekcją polską BBC w Londynie. Studiował na Uniwersytecie w Lund, na którym w 1989 ukończył ekonomię.
Od 1989 zaczął publikować w prasie krajowej, m.in. we „Wprost”. Po powrocie do kraju został przedstawicielem koncernu Bulls Press zajmującego się dystrybucją w Polsce komiksów i materiałów agencyjnych. Od 1995 pozostawał związany z norweskim koncernem prasowym Orkla Media. W 1999 został prezesem zarządu spółki Presspublica, a w okresie od września 2004 do września 2006 był redaktorem naczelnym dziennika „Rzeczpospolita”. Od 2008 do 1 kwietnia 2016 był dyrektorem Instytutu Książki.
Objął funkcję wiceprezesa Izby Wydawców Prasy, a także Stowarzyszenia Autorów i Wydawców „Polska Książka” (w 2014 przemianowanego na SAiW Copyright Polska). W 2007 był jednym z inicjatorów reaktywowania konwersatorium Doświadczenie i Przyszłość. Został także przewodniczącym („Wielkim Bambrem”) Warszawskiego Klubu Wielkopolan EKA, nieformalnego stowarzyszenia Wielkopolan mieszkających w stolicy. Wszedł w skład Komitetu Wspierania Muzeum Historii Żydów Polskich Polin w Warszawie. Członek polskiego PEN Clubu.
W 2019 opublikował książkę Lwów – kres iluzji. Opowieść o pogromie listopadowym 1918 za którą w 2020 otrzymał Nagrodę Historyczną „Polityki”. W 2024 wydał książkę Polska sprawa Dreyfusa. Kto próbował zabić prezydenta.

## Odznaczenia
W 2005 został wyróżniony Srebrnym Medalem „Zasłużony Kulturze Gloria Artis”. W 2012 prezydent Bronisław Komorowski odznaczył go Krzyżem Kawalerskim Orderu Odrodzenia Polski.